# La Porte (roman de Simenon)
Pour les articles homonymes, voir La Porte.
La Porte est un roman de Georges Simenon, paru en 1962.
Simenon achève l'écriture de son roman le 10 juin 1961 à Noland, Echandens (canton de Vaud), en Suisse.

## Résumé
Dans leur appartement de la rue de Turenne, Bernard et Nelly Foy coulent une existence paisible et monotone, lui retrouvant grâce à des prothèses un semblant d'activité qui lui permet de peindre des abat-jour et de vaquer aux menus soins du ménage, elle travaillant au-dehors dans une importante maison de passementerie. Chaque jour, une collègue de Nelly, Gisèle, la charge d'une commission ou d'un message pour son frère Pierre, jeune dessinateur, paralysé des jambes à la suite d'une polio et qui habite au premier étage de l'immeuble des Foy. Les visites, toujours très brèves, que Nelly – une femme très jolie – fait régulièrement à ce personnage demeuré mystérieux pour Bernard inquiètent ce dernier. Sans raison plausible cependant, car le couple est très uni et Nelly s'ingénie à multiplier les preuves d'attention et de tendresse pour son mari. Mais la jalousie ronge peu à peu cet homme « hypnotisé par une porte, par un bouton de faïence ivoire au point d'avoir envie de le tâter du bout de son crochet ». 
Un matin, à la veille du jour où le congé annuel va interrompre pour trois semaines les visites de Nelly à l'infirme, Bernard quitte l'appartement quelques instants après elle pour aller faire son marché. Il passe devant la porte entrouverte du premier, alors que sa femme vient d'y entrer : le temps d'apercevoir celle-ci, « de dos, penchée sur un homme assis qui la serrait dans ses bras ». Avant qu'elle ait pu se dégager, soupçonnant une présence derrière elle, Bernard s'est enfui. En proie au trouble le plus profond, il parcourt les rues du quartier et, quand il rentre, il trouve sa femme étendue, sanglante, sur le lit. Elle s'est suicidée. Il ne lui reste plus qu'à en faire autant.

## Aspects particuliers du roman
Récit qui décrit la progression des sentiments ombrageux qui finissent par altérer le caractère du personnage principal et la sérénité de son épouse. Plusieurs retours en arrière. Le dénouement trouve le lecteur peu préparé à une fin aussi soudainement tragique.

## Fiche signalétique de l'ouvrage

### Cadre spatio-temporel

#### Espace
Paris (quartier du Temple). Référence à Epinal.

#### Temps
Époque contemporaine. (Quelques années après la Seconde Guerre mondiale.)

### Les personnages

#### Personnage principal
Bernard Foy, ancien mécanicien de garage, grand invalide de guerre (amputé des deux mains). Marié, pas d’enfants. 42 ans.

#### Autres personnages
- Nelly, son épouse, employée, 38 ans
- Pierre Mazeron, handicapé, 28 ans (personnage dont on parle, sans qu’il apparaisse jamais).

## Éditions
- Édition originale : Presses de la Cité, 1962
- Tout Simenon, tome 11, Omnibus, 2003  (ISBN 978-2-258-06052-4)
- Romans durs, tome 11, Omnibus, 2013  (ISBN 978-2-258-09398-0)
- Livre de Poche, 2013  (ISBN 978-2-253-17766-1)
- Romans durs, tome 11, Omnibus, 2023  (ISBN 978-2-258-20268-9)

## Source
- Maurice Piron, Michel Lemoine, L'Univers de Simenon, guide des romans et nouvelles (1931-1972) de Georges Simenon, Presses de la Cité, 1983, p. 214-215  (ISBN 978-2-258-01152-6)